# Виноградова, Нина Игнатьевна
Нина Игнатьевна Виноградова (род. 21 октября 1933, 18 посёлок, Московская область) — советская легкоатлетка (легкоатлетические многоборья), чемпионка и призёр чемпионатов СССР, серебряный призёр чемпионата Европы, рекордсменка СССР и мира, Заслуженный мастер спорта СССР (1968).

## Биография
Выступала за клубы «Буревестник» и «Локомотив» (Ленинград). После ухода из большого спорта была тренером Детско-юношеской спортивной школы «Локомотив». В 1963—1989 годах работала методистом производственной гимнастики завода имени Козицкого. Избрана в Зал Славы НГУ имени П. Ф. Лесгафта.

## Рекорды
- Пятиборье:
  - 4747 — 1955 год (мировой);
  - 4767 — 1956 год (мировой);
- Бег на 80 метров с барьерами:
  - 10,7 — 1955 год (всесоюзный);

## Выступления на чемпионатах СССР
- Лёгкая атлетика на летней Спартакиаде народов СССР 1956 года:
  - Бег на 80 метров с барьерами —  (10,7);
  - Пятиборье —  (4767);
- Чемпионат СССР по лёгкой атлетике 1958 года:
  - Пятиборье —  (4408);